# María Bernal Talavera
María Bernal Talavera (Valencia, 5 de septiembre de 1988) es una bloguera y política española, diputada en las Cortes Valencianas en la IX legislatura.

## Biografía
Es licenciada en  ADE Internacional Business and Management  por la Universidad de Valencia y máster de gestión cultural para la Universidad Carlos III.
Ha trabajado en el sector de la consultoría de comunicación y marketing. Durante 2011 se encargó de la gestión de la oficina virtual del Instituto Valenciano de la Juventud. Entre 2014 y 2015 ha ejercido de empresaria como responsable de marketing de Xceed y de la start-up zizerones.com. También es conocida gracias a su blog de moda. En las elecciones a las Cortes Valencianas de 2015 fue elegida diputada por PPCV. Es secretaria de la Comisión de Política Social, Empleo y Políticas de Igualdad de las Cortes Valencianas.